# Hysteroscene
Hysteroscene is een geslacht van vlinders van de familie bloeddrupjes (Zygaenidae), uit de onderfamilie Procridinae.

## Soorten
- H. extravagans Hering, 1925
- H. melli Hering, 1925